# Motorisierte Schützendivision

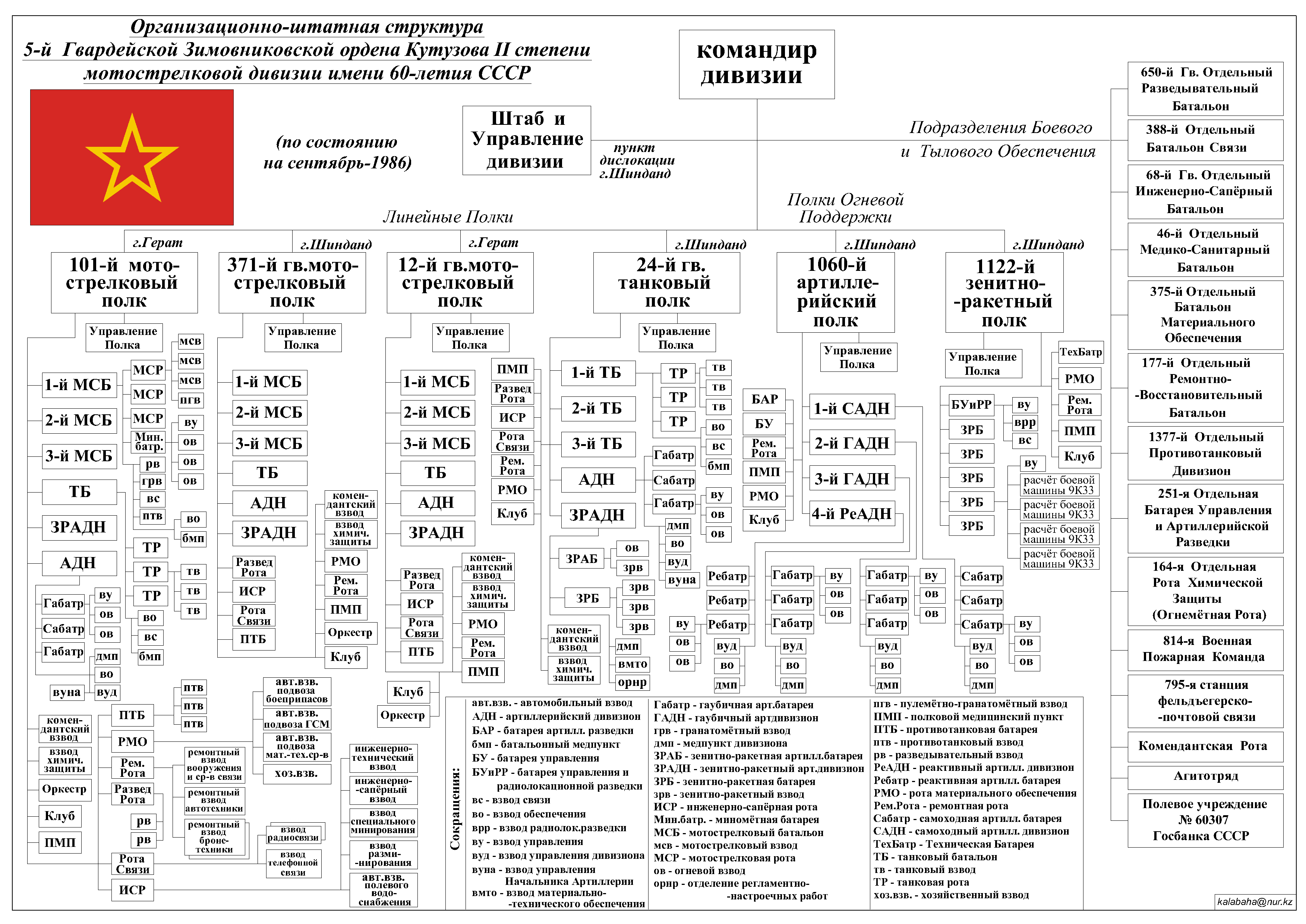
MSD-Rahmenstruktur am sowjetischen Beispiel

Die motorisierte Schützendivision der NVA (MSD): – Alternativschreibweisen: NVA = mot. Schützendivision; NATO = MotSchützendivision / motor rifle division; Sowjetarmee = мотострелковая дивизия / motostrelkowaja diwisija – war ein allgemeiner taktischer Verband von Truppenteilen und Einheiten der Waffengattungen, Spezialtruppen und Dienste der Landstreitkräfte der NVA  der DDR von 1956 bis 1990; wobei hier der Anteil von mot. Schützenregimentern (MSR) überwog.
Eine Mot.-Schützendivision der NVA bestand aus drei Mot.-Schützenregimentern, einem Panzer-, einem Artillerie-, einem Fla-Raketen- und einem Ersatzregiment, einer Raketenabteilung, sowie aus mehreren Spezialbataillonen (jeweils ein Aufklärungs-, Pionier-, Nachrichten-, Sanitäts-, Chem. Abwehr-, Mat.-Sicherstellungs- und Instandsetzungsbataillon, sowie einer Geschoßwerfer- und einer Artillerieabteilung). 

## Geschichtliche Entwicklung
Die Aufstellung der ersten Verbände erfolgte ab 1956 und orientierte sich an Erfahrungen und Erkenntnissen der sowjetischen Militärwissenschaft. Nach Struktur, Bewaffnung und Ausrüstung entstand ein neuer Typus von Großverband, als Weiterentwicklung von Infanteriedivision und mechanisierter Division. Die MSD war von Anfang an vollmotorisiert und mit stark gepanzerten Kräften ausgestattet. Zum Grundbestand gehörten:
- mot. Schützen-Truppenteile (Truppenteil im Sinne von Regiment)
- Panzer-Truppenteile
- Artillerie-Truppenteile
- Flak-Truppenteile
- weitere Einheiten bzw. Einrichtungen der Spezialtruppen und Dienste

Ab den 1960er-Jahren wurden die MSD ständig den zeitgemäßen Erfordernissen moderner Kampfhandlungen und Gefechtsaufgaben angepasst. Dies geschah durch effizientere Ausbildung sowie durch Erhöhung von Feuerkraft und Beweglichkeit. Neue Waffen und Waffensysteme wurden beschafft. So wurden die MSD befähigt im Rahmen operativer Gruppierungen der Vereinten Streitkräfte des Warschauer Paktes zu handeln. Neben der Modernisierung und Nachrüstung vorhandener Panzertechnik, sowie der Einführung 23 kampfwertgesteigerter Schützenpanzer BMP-2 in einigen Einheiten, wurden die MSD durch Einheiten der Raketentruppen und der Truppenluftabwehr weiter verstärkt. Die Personalstärke betrug etwa 10.000 bis 15.000 Mann.

## Auftrag
Die mot. Schützendivision der NVA handelte im Rahmen eines Großverbandes (in der Regel Allgemeine Armee, Stoßarmee oder Panzerarmee) und war dazu bestimmt, Gefechtshandlungen im Zusammenwirken mit anderen an der militärischen Operation beteiligten Kräften und Mitteln der Teilstreitkraft und Waffengattung durchzuführen. War eine mot. Schützendivision zur selbständigen Durchführung von Gefechtshandlungen vorgesehen, so konnte dies mit spezieller Unterstützung der Luftstreitkräfte, Raketentruppen und Luftlandetruppen erfolgen.
Auf Grund ihrer Struktur, Bewaffnung und Ausrüstung war die mot. Schützendivision in der Lage über einen längeren Zeitraum  in allen Gefechtsarten selbständig zu handeln.

## Auflösung
Mit der Außerdienststellung der NVA im Jahre 1990 wurden die MSD durch das Bundeswehrkommando Ost unter Generalleutnant Jörg Schönbohm übernommen und aufgelöst. 